# Leensel
Leensel is een buurtschap in de gemeente Deurne, in de Nederlandse provincie Noord-Brabant. 
Leensel hoorde historisch gezien tot de gemeente Asten, maar werd in 1996 bij een wijziging van de grens tussen Asten en Deurne aan de laatste gemeente toegevoegd, samen met de buurtschappen Zand en Bus.
Aan de Astense Aa in deze buurtschap stond vóór de 16e eeuw al het Blokhuis.
Dorpen: Deurne · Helenaveen · Liessel · Neerkant · Vlierden · Walsberg

Buurtschappen: Baarschot · Belgeren · Bleijs · Breemortel · Groote Bottel · Kleine Bottel · Groot Bruggen · Klein Bruggen · Derp · Donschot · Haageind · Halte · Hanenberg · Heieind · Heimolen · Heitrak · Kerkeind · Kranenmortel · Kulert · Leensel · Luttel Meijel · Merlenberg · Molenhof · Pannenschop · Ruth · Schans · Schelm · Sloot · Veldheuvel · Vloeieind · De Voorstad · Voorste Beerdonk · Voort · Vreekwijk

Noord-Brabant: Steden en dorpen      Nederland: Provincies · Gemeenten